# マドゥライ・カーマラージャル大学
マドゥライ・カーマラージャル大学（マドゥライ・カーマラージャルだいがく、Madurai Kamaraj University）は、インドのタミル・ナードゥ州マドゥライにある総合大学。1966年に創立され、18の研究科の下に72の学科を擁している。通信教育科も開設しており、その学生数は13万人に達する。また、9の独自の組織を有する大学を含む109のカレッジが所属しており、附置研究所も多数有している。生物学および生物工学の研究が優秀であるとして広く知られている。

## 沿革
マドゥライにあったマドラス大学の研究所が、この大学の母体である。創立当初はマドゥライ市内中心部にあり、所在地の名を取ってマドゥライ大学という名称であった。
創立から2年後の1968年、当時インド大統領であったザーキル・フッサイン博士によって、市の中心部から西に13kmの地点にある現在のキャンパスの礎石が築かれた。時を追ってキャンパスは拡大し、現在のキャンパスは750エーカーの広さを誇り、周辺一帯は典型的な「大学町」となっている。
1978年、大学の名称が、元タミル・ナードゥ州首相のカーマラージャンに因んで、マドゥライ・カーマラージャル大学に改称された。